# منظر: الگو، ادراک و فرایند
منظر: الگو، ادراک و فرایند کتابی از سایمون بل با ترجمهٔ بهناز امین زاده است که در سال ۱۳۸۲ منتشر و در مراسم کتاب سال جمهوری اسلامی ایران به‌عنوان کتاب برگزیده معرفی شد.